# Republic XF-84H
Republic XF-84H — американский экспериментальный турбовинтовой истребитель-бомбардировщик. Разработан авиастроительной корпорацией Republic Aviation Corporation в 1955 году. При создании использовались аэродинамическая концепция и элементы конструкции серийного самолёта Republic F-84F Thunderstreak.

## История создания
Турбореактивные двигатели начала 1950 гг. характеризовались довольно большим удельным расходом топлива, что обуславливало недостаточную дальность полёта реактивных самолётов того времени. Стремление увеличить боевой радиус и боевую нагрузку в 1951 году привело специалистов ВМС США и ВВС к инициированию программы создания истребителя-бомбардировщика с турбовинтовым двигателем. Предполагалось построить четыре прототипа, три для ВВС и один для флота, оснастив их ТВД XT40 компании Аллисон. За разработку самолёта взялась фирма Рипаблик Авиэйшн Корпорейшн, конструкторскую группу возглавил Джозеф Фримен. Машина получила фирменное обозначение AP-46, её проект и макет был представлен заказчику и одобрен им в мае 1952 года. К этому времени ВМС потеряли интерес к проекту, так как на оснащение авианосцев были приняты мощные паровые катапульты и стали внедряться угловые взлётные палубы, что позволило эксплуатировать более тяжёлые реактивные самолёты, из-за этого было решено ограничиться постройкой двух прототипов. Контракт на постройку был подписан 15 декабря 1952 года. Для нового, весьма необычного самолёта было зарезервировано обозначение XF-106, но его сменили на XF-84H, поскольку получить финансирование на модификацию уже существующего F-84F было проще, чем на новую модель. Всего было собрано два прототипа с заводскими номерами 51-17059 и 51-17060.

## Испытания самолёта
Первый полёт XF-84H был выполнен лётчиком-испытателем фирмы Генри Дж. Биэрдом с авиабазы Эдвардс 22 июля 1955 года. В рамках программы испытаний удалось выполнить всего 12 полётов, причём лишь один из них оказался полностью удачным, а 11 закончились аварийной посадкой. На первом прототипе было совершено 8 полётов (один из них удачный), на втором прототипе лишь 4 полёта. Происходили отказы системы изменения шага винта и сильная вибрация шестиметрового вала, идущего от двигателя к винту. Скорость вращения воздушного винта была столь велика, что законцовки лопастей превышали скорость звука, что создавало сильный шум, который был слышен за 35 километров. Находиться вблизи самолёта с работающим двигателем было опасно даже в противошумных наушниках: персонал испытывал недомогания, головокружения, были случаи обмороков и даже эпилепсии. Программа была официально закрыта 9 октября 1956 года.

## Судьба прототипов
После завершения программы прототип 51-17060 пошёл на слом, а экземпляр 51-17059 сохранился, он был установлен на бетонном постаменте у въезда в аэропорт Мидоус-Филд, близ Бейкерсфилда (штат Калифорния). 
В 1999 году самолёт был передан в Национальный музей Военно-воздушных сил США на авиабазе ВВС США Райт-Паттерсон (штат Огайо).

## Конструкция
XF-84H представлял собой одноместный свободнонесущий моноплан с среднерасположенным стреловидным крылом. Крыло, пилотская кабина и шасси были взяты без изменений от F-84F. Двигатель был установлен в хвостовой части фюзеляжа, при этом вращающий момент передавался на воздушный винт, расположенный в носовой части, посредством вала длиной 6 метров, проходящего под кабиной пилота. Дополнительная тяга также создавалась за счёт реактивной струи от ТВД.
- Крыло — стреловидное крыло имело элероны, щелевые закрылки и предкрылки. В корневой части крыла имелись воздухозаборники двигателя.
- Хвостовое оперение — киль выше и несколько другой формы, чем на F-86F. Цельноповоротный стабилизатор был вынесен на верхнюю часть киля, где он не попадал в зону потока от воздушного винта.
- Шасси — трёхопорное с носовой стойкой.
- Фюзеляж — был спроектирован заново и имел длину, большую чем фюзеляж F-86F. За кабиной был установлен аэродинамический гребень треугольной формы.
- Винтомоторная группа — ТВД XT40 был установлен в хвостовой части фюзеляжа, при этом вращающий момент передавался на воздушный винт, расположенный в носовой части, посредством вала длиной 6 метров, проходящего под кабиной пилота. Воздушный винт имел диаметр 3,66 м, при этом ширина лопастей достигала 1/3 их длины. Высокая скорость вращения обуславливала превышение законцовками лопастей скорости звука, которая достигала М = 1,18[1].

### Технические характеристики
- Экипаж: 1 человек
- Длина: 15,69 м
- Размах крыла: 10,21 м
- Высота: 4,69 м
- Площадь крыла: 30,75 м²
- Профиль крыла:
- Масса пустого: 7 888 кг
- Масса снаряженного:
- Нормальная взлетная масса: 10 433 кг
- Максимальная взлетная масса: 13 432 кг
- Двигатель Allison Engine Company XT40
- Мощность: 1x 6000 л. с.

### Лётные характеристики
- Максимальная скорость: 837 км/ч
  - у земли:
  - на высоте м: 3000
- Крейсерская скорость:730 км/ч
- Практическая дальность: 1 650 км
- Практический потолок: 10 700 м
- Скороподъёмность: 883 м/мин
- Нагрузка на крыло: кг/м²
- Тяговооружённость: Вт/кг
- Максимальная эксплуатационная перегрузка:

### Вооружение
- Пушечно-пулемётное:
  - 1× 12,7 мм пулемёт
- Бомбовая нагрузка: нет[1]